# Джастин, Джеймс
Джеймс Майкл Джа́стин (англ. James Michael Justin; родился 23 февраля 1998, Лутон) — английский футболист, правый защитник клуба «Лестер Сити». Бывший игрок национальной сборной Англии.

## Клубная карьера
Уроженец Лутона, Бедфордшир, Джастин начал выступать в футбольной академии «Лутон Таун» в 2005 году. В основном составе «шляпников» дебютировал 7 мая 2016 года в матче заключительного тура Лиги 2 сезона 2015/16 против «Эксетер Сити». В сезоне 2016/17 стал игроком основного состава «Лутона». По итогам сезона был признан лучшим молодым игроком «Лутон Таун». По итогам сезона 2018/19 помог своей команде выиграть Лигу 1, сыграв 43 матча и забив 3 мяча в рамках чемпионата.
28 июня 2019 года перешёл в клуб Премьер-лиги «Лестер Сити», подписав с «лисами» пятилетний контракт. 24 сентября 2019 года Джастин забил гол в своём дебютном матче за «лис» в третьем туре Кубка Английской футбольной лиги против «Лутон Таун». 4 декабря 2019 года дебютировал в Премьер-лиге, выйдя на замену Харви Барнсу в матче против «Уотфорда».

## Карьера в сборной
Выступал за сборные Англии до 20 лет и до 21 года.
4 июня 2022 года дебютировал за сборную Англии в матче против сборной Венгрии.

## Достижения

### Командные достижения
«Лутон Таун»
- Чемпион Лиги 1 Английской футбольной лиги: 2018/19

«Лестер Сити»
- Обладатель Кубка Англии: 2020/21
- Победитель Чемпионшипа Английской футбольной лиги: 2023/24

### Личные достижения
- Молодой игрок сезона в «Лутон Таун»: 2016/17, 2018/19
- Молодой игрок месяца в Английской футбольной лиге: ноябрь 2018[7]
- Член «команды года» по версии ПФА в Лиге 1: 2018/19[8]